# Cabera elimaria
Cabera elimaria är en fjärilsart som beskrevs av George Duryea Hulst 1882. Cabera elimaria ingår i släktet Cabera och familjen mätare. Inga underarter finns listade i Catalogue of Life.